# Electronic body music
Electronic body music, comúnmente abreviado como EBM, es un género musical desarrollado tempranamente en la década de los 80 caracterizado principalmente por secuencias repetitivas donde predominan ritmos de baile en torno a 100 bpm así como también distinguidos gritos con efectos. Proviene de la fusión de la música industrial, electro minimal, electropunk y post-punk. Sus influencias iniciales van desde el industrial de base de Throbbing Gristle, Psychic TV (grupo creado a partir de integrantes de influyentes bandas de la escena), a la música de baile más agresiva (Portion Control, 400 Blows) y la electrónica pionera (Kraftwerk, DAF).

## Terminología
El término EBM (Electronic body music) fue acuñado por la banda belga Front 242 en 1984 al describir la música de su EP No Comment, lanzado en el mismo año. Algunos años antes, la banda alemana Deutsch Amerikanische Freundschaft (DAF) utilizó el término «Körpermusik» (body music) en una entrevista para describir su sonido electrónico bailable del punk. Un término poco común que también se ha utilizado para referirse al EBM es aggrepo, una contracción de «aggressive pop», usada principalmente en Alemania a finales de la década de los años 1980.

## Características
El género se caracteriza por duros golpes electrónicos bailables, voces claras sin distorsionar mezcladas con gritos o gruñidos con efectos de reverberación y eco además de líneas repetitivas de sintetizadores (loops). En ese tiempo los sintetizadores importantes eran Korg MS-20, Emulator II, Oberheim Matrix o el Yamaha DX7. Los ritmos típicos de EBM se basan en 4/4 golpes con algunas variaciones de ritmo que sugieren una estructura similar al ritmo de rock.

## Historia

### La primera oleada
Algunos de los grupos más destacados de los primeros años de la EBM fueron Front 242, Die Krupps, DAF, Nitzer Ebb, Borghesia, Neon Judgement, Signal Aout 42, Laibach, Klinik, Skinny Puppy, Front Line Assembly (estos dos últimos más vinculado con la música rock industrial en su vertiente más "Arty" ) y varios artistas más.
Sin embargo la década de los 90, el Electronic Body Music vivió un esplendor que duró hasta finales de la misma. En esa época surgieron muchas bandas como And One, Cybex Factor, Lost Image, DRP (banda), entre otras. Se extendió principalmente en los clubs nocturnos de Europa y Estados Unidos, al poco tiempo después se extendió por toda América, principalmente en México, Chile, y Argentina.

### La segunda oleada

#### Anhalt EBM
A partir de los primeros años de la década de los 2000, el EBM tuvo nuevas señales de vida, esta vez de la mano de bandas Europeas, principalmente de Alemania, y Suecia que autodenominan a este fenómeno como «revival». Bandas europeas como Spetsnaz, Spark, Container 90, Jäger 90, entre otras han marcado una nueva tendencia dentro del llamado revival del EBM, sumado a las bandas clásicas que siguen vigentes como D.A.F., Nitzer Ebb, Front 242 entre otros, siguen extendiendo el género. Todo esto sin perder la esencia original musical y cultural del género. Una referencia importante dentro de esta segunda oleada es el sello discográfico Electric Tremor Dessau, quien además de promover bandas exclusivamente del género EBM, organiza el llamado Familientreffen que es un festival que reúne al talento Europeo de la escena, además de ser un referente mundial del género.
En Europa se concentra el mayor número de fanáticos y bandas de este género. En México se puede encontrar a: Década 2, Grosstracktor, Red Industrie, Rebel Empire, Fuerza Rebelde, Pagan Struck, Radio:Radio, Rekonstrucción entre otras. En Chile: Dr.Body y Alt-G. Perú:Ultranoiser, MonöChrome, Bio Diesel, Maquinaria Mecánica, Mas En Argentina: Civil Hate Beat Cairo y Reaktor 51 Colombia: Struck 9 Dire Forze, Human 80, 
Ein Sir España: Technomader, ECM, Larva, Vondage y más.

#### Electro Stompers
En esta nueva oleada o «revival» surgieron los llamados Electro Stompers todos aquellos fanes del género EBM, comúnmente vestidos de chaquetas negras, pelo corto o rapado, botas y rudimentaria militar. Su apariencia ha hecho pensar a más de una persona, que el EBM hace apología al fascismo, pues esta vestimenta recuerda mucho al movimiento skin head no obstante el EBM se ha mantenido al margen con las ideologías extremistas, desligándose totalmente de ellas.

#### Evolución
A partir de la mitad de los 90, la Electronic Body Music empezó a vivir una evolución que dura hasta nuestros días. Comenzó a tomar prestados elementos melódicos del synthpop combinándolos con la clásica contundencia y dureza rítmica de la EBM inicial. Ejemplo de ello son grupos como VNV Nation o Dismantled, que poco a poco han ido derivando a estructuras más propias del synth-pop o incluso otras tendencias electrónicas (Trance) que al EBM propiamente dicho. Este fenómeno ha provocado un debate entre los seguidores del género, sobre la denominación más adecuada para cada tendencia: a pesar de que su fuente inicial haya sido el EBM clásico de los 80 hoy en día su sonido poco tiene que ver con aquellos grupos.
Por ello se acuñó la denominación EBM Old-School, para diferenciar a los grupos clásicos (Front 242, Nitzer Ebb, Dive, etc.) de los actuales. Y más recientemente surgió la denominación Futurepop, para identificar a toda esa nueva ola de grupos con un sonido ya totalmente desligado de las reminiscencias industriales, más relacionado con el synthpop y con elementos Trance y Techno. Se trata de grupos de reciente creación (Neuroticfish, 242.pilots, Icon of Coil) u otros que han ido puliendo su sonido alejándolo progresivamente de la dureza inicial (Apoptygma Berzerk, Beat Cairo, VNV Nation, Lights of Euphoria, etc.).
Pero entre esos dos extremos. Entre las bandas clásicas (Old-School EBM) y las que se han aproximado ya mucho al synthpop (Futurepop) hay un buen puñado de grupos que siguen manteniendo fielmente multitud de elementos ásperos y contundentes en su sonido, grupos como Wumpscut, Stromkern, Funker Vogt, E-Craft, Bio-Tek, Suicide Commando, And One, Razed in Black, Accessory, Dismantled, etc.

## Subcultura
EBM sigue el enfoque transgresor del punk y la música industrial (por ejemplo, "desmitificación de símbolos"  ) y el uso de imágenes extremas provocativas es común (por ejemplo, parafernalia nazi;  que recuerda el uso punk de la esvástica ). La apropiación de referencias, símbolos y significantes totalitarios, socialistas y fascistas ha sido un tema recurrente de debate entre fanáticos y forasteros del género por igual debido a su ambigüedad estilística que se deriva de la naturaleza contraria de la música industrial.  En un caso, la banda de temática militar Laibach "no intentó subvertir esta imagen [para que] tenga el aura de autenticidad" así que "[m] cualquier fan de Laibach comenzó a deleitarse con los males de la banda y a tomar su escenario actúa al pie de la letra ". ] 
Vaughan Harris y Douglas MCCarthy de Nitzer Ebb fueron fuertemente influenciados por DAF, Test Dept. y Einstürzende Neubauten. De la mano de la música estaba la imagen que sin vergüenza tomó prestado mucho de la imaginería germánica y soviética. A todos nos encantaron las imágenes de diseño nítidas y llamativas de los carteles y obras de arte rusos y alemanes de los años 30 y 40. Obviamente nos enfrentamos a muchas preguntas y objeciones sobre la imagen "neonazi". Pero en realidad solo estábamos usando las imágenes para que la gente se sentara y escuchara. "Minimalismo iconoclasta" fue una frase que se utilizó para describir Nitzer Ebb en ese momento.   - Chris Piper, gerente de Nitzer Ebb 

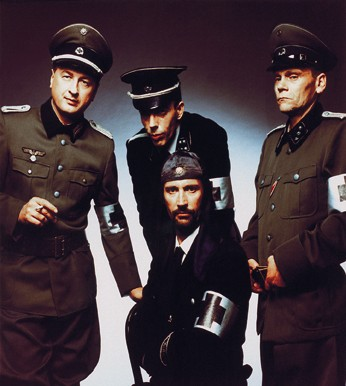
Laibach

El estilo militar de EBM tiene una gestalt de "parte humana, parte máquina" típica de los movimientos transhumanistas o cyberpunk. EBM afirma una imagen hipermasculina de "triunfalismo, posturas de combate y paranoia",  y es conocida por sus actitudes de "tipo duro" o machismo que muestran tanto hombres como mujeres. Según Gabi Delgado-López, de Deutsch Amerikanische Freundschaft, el dúo que adoptó una estética de cuero negro y parafernalia militar a principios de la década de 1980 se inspiró en la escena sadomasoquista homosexual masculina y no pretende representar la "ideología machista" sino parte de un "papel".

## La influencia del EBM y el «cyber goth»
El Electro Body Music ha dejado huella musical, dentro de la música subterránea o llamada underground, existen géneros musicales de tintes electrónicos, que comúnmente son llamados EBM, no obstante el Electro Body Music solo ha sido tomado como base musical, pero no pueden ser considerados como EBM, ya que el esquema musical, la composición, y la cultura a la cual pertenecen son totalmente distintos al EBM de los años 80s y al Anhalt EBM. Los géneros comúnmente confundidos como EBM son: synthpop, aggrotech, futurepop, dark wave, y noise.
El EBM también es llamado «Old School» por la influencia que ha generado entre las bandas destacas de estos géneros influenciados por las bandas clásicas del EBM. No obstante estos géneros electrónicos underground no son EBM en regla y hablando estrictamente.